# Törökfalu (Szerbia)
Törökfalu (szerbül Утрине / Utrine) falu Ada községben, Szerbiában, a Vajdaság Észak-bánsági körzetében.

## Fekvése
Adától 25 km-re nyugatra fekszik.

## Története
A falu a fennmaradt hagyományok szerint a határőrvidék felszámolása után létesülhetett.
1880. körül az itteni pusztaságot felosztották a Solymossy, Mihalek, Varga és Török családok között, ezután épültek itt az első házak is.
A település a II. világháború után kezdett el fejlődni, de még 1960-ban is csak egyetlen utcája volt, a tagosítás után azonban faluvá fejlődött.
A lakosság legnagyobb része földműveléssel, főleg gabonafélék és ipari növények termesztésével, valamint állattenyésztéssel foglalkozik, ezen belül szarvasmarha- és sertéstenyésztéssel. Az emberek fő jövedelmi forrása a tejtermelésből származik.
Törökfaluhoz tartozik még két kisebb falu is, Valkaisor és Völgypart.
A helyi iskola az adai Cseh Károly iskola kihelyezett tagozata, átlagosan 112 tanulója van. Évente kb. 12-13-an iratkoznak be az iskolába. Az iskola mellett van még egy óvoda is. A falunak van egy földművelő szövetkezete, önkéntes tűzoltósága, egészségháza, boltjai, mezőgazdasági patikája és egy üzemanyag-feltöltőállomása.

## Népesség

### Demográfiai változások
| 1948 | 1953 | 1961 | 1971 | 1981 | 1991 | 2002 | 2011 |
| ---- | ---- | ---- | ---- | ---- | ---- | ---- | ---- |
| 1690 | 1390 | 1457 | 1233 | 1178 | 1143 | 1038 | 894  |

## Nevezetességek
- Római katolikus temploma - 1972-ben épült Szent Gellért tiszteletére

## Testvérvárosok
Sármellék
 Bogyiszló

## Külső hivatkozások
- Törökfalu - A Vajdaság települései és címerei Archiválva 2009. augusztus 31-i dátummal a Wayback Machine-ben